# Civitella di Romagna
Civitella di Romagna là một đô thị ở tỉnh Forlì-Cesena trong vùng Emilia-Romagna, có cự ly khoảng 70 km về phía đông nam của Bologna và khoảng 30 km về phía tây namcủa Forlì. Tại thời điểm ngày 31 tháng 12 năm 2004, đô thị này có dân số 3.808 người và diện tích là 117,8 km².
Civitella di Romagna giáp các đô thị: Cesena, Galeata, Meldola, Predappio, Santa Sofia, Sarsina.